# Sarnia n.º 221
Sarnia n.º 221 es un municipio rural canadiense situado en la provincia de Saskatchewan.

## Superficie
Sarnia n.º 221 tiene una superficie de 863,89 km².

## Demografía
En 2021, tenía 326 habitantes, una densidad poblacional de 0,4 hab./km², y 244 viviendas.